# Johannes Tinctoris
Johannes Tinctoris (starofrancouzsky Jehan le Taintenier/Jan Barvíř), kolem roku 1435 v Braine-l’Alleud u Nivelles (Brabantsko – před 12. říjnem 1511 v Nivelles nebo v Itálii) byl franko-vlámský hudební skladatel, hudební teoretik, zpěvák a duchovní období renesance.